# Kupid in Psihe (David)
Kupid in Psihe ali Ljubezen in Psihe je slika Jacquesa-Louisa Davida iz leta 1817, ki je zdaj v Clevelandskem muzeju umetnosti. Prikazuje Kupida in Psihe. Izdelana je bila med Davidovim izgnanstvom v Bruslju za mecena in zbiratelja Giana Battisto Sommarivo. Na svoji prvi razstavi v muzeju v Bruslju je gledalce presenetila z realistično obdelavo figure Kupida. Kritiki so na splošno videli nekonvencionalen slog slike in realistično upodobitev Kupida kot dokaz Davidovega propada med izgnanstvom, umetnostni zgodovinarji pa so delo videli kot namerno odstopanje od tradicionalnih metod predstavljanja mitoloških figur.

## Ozadje

### Izgnanstvo
David je začel načrtovati Ljubezen in Psihe v Parizu leta 1813, nato pa jo je dokončal v izgnanstvu v Bruslju po Napoleonovem padcu z oblasti. To je bila prva slika, ki jo je David dokončal v izgnanstvu. Ludvik XVIII. Francoski je Davidu ponudil pomilostitev za njegove dejavnosti med revolucijo, vendar se je slikar namesto tega odločil za izgnanstvo v Bruselj. Do tega časa je David pogosto veljal za posnemovalca starodavne umetnosti. Njegov tipičen slog je bil tisto, kar je nemški umetnostni zgodovinar Winckelmann opisal kot »beau ideal«. Ta slog se je osredotočal na idealizirano podobo teles. Za Davidov slog je bila prej značilna tudi preprostost. Ljubezen in Psihe dramatično odstopa od teh lastnosti. Ko je debitiral v Parizu, so jo številni gledalci videli kot simbol negativnega učinka Davidovega izgnanstva.

### Pokroviteljstvo in navdih
Ta slika je bila narejena za zbirko Sommariva, ki je svoje bogastvo hitro pridobil z dvomljivimi finančnimi operacijami.:232 Sommariva je svojo zbirko verjetno zbral, da bi prikazal svoje bogastvo in povečal svoj ugled.
Glede na Davidovo dopisovanje ga je začela zanimati zgodba o Kupidu in Psihi in je želel narediti nov zasuk na preveč uporabljano temo z uporabo realizma. James Gallatin, 17-letni sin ameriškega diplomata, je za sliko poziral gol, kar lahko pojasni neroden najstniški videz Kupida.
Ta slika temelji na mitu, ki izhaja iz Apulejevih Metamorfoz. Po zgodbi je Psihe lepa smrtnica, ki jo zaradi njene lepote kaznuje Venera, ki je ljubosumna na njeno lepoto. Njeno kazen prepustijo Venerinemu sinu Kupidu, ki pa se zaljubi v Psihe. Kupid reši Psihe pred njeno končno smrtjo tako, da jo ujame in pripelje v svoj grad. Svojo identiteto skriva, da ne bi razburil svojo mater. Kupid vsako noč ostane pri Psihi in zjutraj odide, preden se ona zbudi. Psihe se začne spraševati, kdo je, in poskuša s svetilko odkriti njegovo pravo identiteto. Kupid jo pri tem dejanju ujame in jo zapusti. V Apulejevi zgodbi je preostanek mita o Psihi, ki poskuša ponovno pridobiti Kupidovo ljubezen. Na Davidovi sliki je ujet jutranji trenutek, ko se Kupid izmuzne, potem ko je z njo preživel noč. Umetnostna zgodovinarka Mary Vidal je trdila, da se Davidova slika ukvarja z dvoumnostjo in obračanjem pomena v Apulejevem izvirnem delu, pri čemer poustvarja avtorjev »zavajajoči pristop k alegoriji«.

## Slikanje podrobnosti
Slika prikazuje Kupida, ki se izmuzne, medtem ko Psihe mirno spi v ozadju. Prizorišče je dekorativno in natrpano, saj David poskuša sporočiti okoliščine Psihinega zapora. Temne, globoke barve in ogromen baldahin so v kontrastu z okoljem v ozadju. Pokrajina po besedah Mary Vidal simbolizira »potovanje, obnovo in osvetlitev,« kar je v nasprotju z okoliščinami Psihe. Telesi Kupida in Psihe sta osvetljeni v kontrastu s temnimi barvami ozadja, kar dodatno poudarja njun neidealiziran videz.
David je začel s projektom pred svojim izgnanstvom, po prihodu v Bruselj pa je naredil številne spremembe v svoji zasnovi. Ko je bil dizajn prenesen na platno, je naredil pomembne spremembe, kar je bilo nenavadno. Največja sprememba je bila dekoracija notranjosti v slogu empir, ki je morda služila kot spomin na čas Napoleonove oblasti.
Nad Psihe je majhen detajl metulja. Leteči metulj simbolizira, po besedah umetnostne zgodovinarke Isse Lampe, »smrt in transcendenco«, ki služi kot komentar na Kupidov odhod iz Psihe vsako jutro.
Najbolj osupljiva podrobnost te slike je hiperrealistična upodobitev Kupidovega telesa in njegovega izraza. Davidova izvirna študija kaže, da je vedno nameraval slikati Kupida na ta način, še pred svojim izgnanstvom. Kupidova krila nadaljujejo ta slog, saj so obrabljena in grda, zaradi česar se zdi, da je Kupid del sveta smrtnikov in ne božanski.

## Analiza
Analize slike se običajno osredotočajo na realistično podobo Kupida, ki odstopa od tradicionalne obravnave mita. Včasih se kot primerjava navaja delo Françoisa Gérarda Kupid in Psiha iz leta 1798. V Gérardovem delu sta oba lika naslikana na idealiziran način, ki poudarja čistost mlade ljubezni. Tudi tradicionalne upodobitve mita običajno niso vpletale Kupida in so ga prikazovale kot večinoma nedolžnega in lepega. Umetnostni zgodovinarji so Davidovo sliko primerjali tudi z Ljubezen in Psihe (1817) Françoisa Édouarda Picota, ki prikazuje isti trenutek Kupidovega odhoda, vendar na idealiziran način.
V Davidovi različici se zdi, da je Kupid zlovešč, medtem ko je Psihe ranljiva, kar kaže na nekoliko sprevržen odnos med obema. Kupid se zdi skoraj nezdrav; njegova polt je umazana, njegov izraz in govorica telesa se zdita neljubeča, mejita na sovražnost, njegovo telo je pusto, kar je daleč od idealiziranih teles, značilnih za ta čas. Kupidov položaj in pogled prekineta ločnico med subjektom in gledalcem. Zdi se, kot da izstopi iz slike v realnost in njegov pogled je usmerjen v gledalca. Po besedah umetnostne zgodovinarke Dorothy Johnson to ustvarja neprijeten občutek ob pogledu na sliko, saj »gledalce naredi sokrive za to dinamiko moči« med Kupidom in Psiho.
Psihino pozo so primerjali tudi s Tizianovimi in Correggiovimi upodobitvami ležečih boginj. Njen izraz na obrazu je nedolžen in lep. Še vedno spi, kar poudarja njeno ranljivost. Kontrast med sladko Psiho in vulgarnim Kupidom je pomemben za novost, ki so jo umetnostni zgodovinarji videli na sliki.

## Kritika
Ko je bila slika prvič prikazana, sta se pojavila dva podporna članka o sliki, vendar je nanje verjetno vplival sam David. Oba sta se osredotočila na realizem, en članek pa pravi, da gre za »čisto zgodovinski« pristop k mitologiji. Ko so ga postavili v nasprotje s Picotovim delom, so nekateri še dodatno ploskali realizmu.
Velik odziv pa je bil negativen. Vladajoči razred je imel raje bolj idealizirana dela, saj je bil realizem ocenjen kot nemoralen zaradi namigovanja na spolne podtone. Gros, ki je bil sicer znan zagovornik Davida, je dejal, da ima »glava Amorja nekoliko favnov značaj, roke so nekoliko temne in predvsem premalo prečiščene«. Druge kritike je zmedlo odstopanje od značilnega Kupidovega videza in jih je motilo njegovo popačenje.